# ادريانو دي ليما
ادريانو دي ليما (30 يوليو 1981 بساو باولو في البرازيل - ) هو لاعب كرة قدم برازيلي في مركز الوسط. لعب مع Anaheim Bolts ‏ ورابطة فلامينغو الرياضية ‏ وOrange County SC ‏.

## وصلات خارجية
- ادريانو دي ليما على موقع قاعدة بيانات كرة القدم.إي يو (الإنجليزية)